# アンソニー・ラルストン
アンソニー・ラルストン（Anthony Ralston、1998年11月16日 - ）は、スコットランド・ベルズヒル出身の同国代表サッカー選手。セルティックFC所属。ポジションはDF。

## クラブ経歴
セルティックFCの下部組織で育成され、2016年5月11日、セント・ジョンストンFCとのリーグ戦にてトップチームデビューを果たした。しかし、デビュー後は十分な出場機会を確保することが難しかったため、2017-18シーズンと2019-20シーズンはそれぞれダンディー・ユナイテッドFCとセント・ジョンストンFCへレンタル移籍をした。
2021-22シーズンからレギュラーに定着すると、2021年11月2日、クラブとの契約を2025年まで延長した。

## 代表経歴
2016年からスコットランドの世代別代表へ招集されており、世代別代表では通算16試合に出場した。
2021年11月15日、2022 FIFAワールドカップ・予選のデンマーク代表戦にて、試合終了間際にキーラン・ティアニーとの途中交代でスコットランド代表での初キャップを刻んだ。また、代表2試合目となったUEFAネーションズリーグのアルメニア代表戦ではフル代表初得点を挙げている。
2024年UEFA EURO 2024に選出